# Saint-Roman-de-Codières
Saint-Roman-de-Codières este o comună în departamentul Gard din sudul Franței. În 2009 avea o populație de 182 de locuitori.

## Evoluția populației
| An        | 1975 | 1982 | 1990 | 1999 | 2006 | 2009 |
| --------- | ---- | ---- | ---- | ---- | ---- | ---- |
| Populație | 138  | 147  | 134  | 180  | 171  | 182  |